# Тепенёво
Тепенёво — деревня в Великолукском районе Псковской области России. Входит в состав сельского поселения «Пореченская волость».
Расположена на северо-восточном побережье озера Орелье, в 49 км к югу от райцентра Великие Луки и в 16 км к юго-востоку от волостного центра Поречье.

## Население
Численность населения деревни по состоянию на 2000 год составляла 3 жителя, на 2010 год — 1 житель.

## История
До 2005 года деревня входила в состав ныне упразднённой Урицкой волости.